# Rio Gâmboasa
O Rio Gâmboasa é um rio da Romênia, afluente do Sineşti, localizado no distrito de Iaşi.